# CA-Zelle
CA-Zellen (controlled atmosphere) werden hauptsächlich in Transportcontainern und Lagerräumen für Obst verwendet, und dienen der Qualitätserhaltung im Nacherntebereich.
Genau genommen erzielt die CA-Zelle nicht nur eine modifizierte Lageratmosphäre (CO₂-, N₂-, O₂-Verhältnis), sondern auch ein optimiertes Lagerklima (Temperatur und relative Luftfeuchte).
Durch zum Beispiel Adsorber und Konverter ist die sogenannte zweiseitige Regelung durchführbar, welche die CO₂-Bindung und O₂-Absenkung ermöglicht. Die ideale Sauerstoffkonzentration liegt bei 1–5 % und der Kohlendioxidanteil bei 1–8 %. Der Rest ist Stickstoff.
Die relative Luftfeuchte und die Temperatur sind stark voneinander abhängig und von Obst zu Obst sehr unterschiedlich. Temperaturen um den Gefrierpunkt sind gängig.
In CA-Zellen gelagerte Früchte werden in ihrem Stoffwechsel und ihrer Atmungsrate stark gehemmt. Das hat zur Folge, dass die Lagerungszeit ohne größere Verluste an Vitaminen, anderen gewünschten Inhaltsstoffen und sonstigen Qualitätsmerkmalen ausgedehnt werden kann.
Besonders der Nacherntebereich von klimakterischen Fruchtarten ist abhängig von der kontrollierten Atmosphäre, da die Produktion vom Phytohormon "Ethylen" stark eingeschränkt wird.
Siehe auch: CA-Lager